# Sjemeć
Sjemeć (cyr. Сјемећ) – wieś w Bośni i Hercegowinie, w Republice Serbskiej, w gminie Rogatica. W 2013 roku liczyła 13 mieszkańców.